# Claoxylon collenettei
Claoxylon collenettei là một loài thực vật có hoa trong họ Đại kích. Loài này được L.Riley mô tả khoa học đầu tiên năm 1926.